# Denise Darvall
Denise Darvall (27 de febrero de 1942-3 de diciembre de 1967) fue la donante del primer trasplante de corazón humano exitoso del mundo, realizado en el Hospital Groote Schuur (en Sudáfrica), por un equipo de cirujanos dirigido por Christiaan Barnard.

## Accidente
Denise Darvall resultó gravemente herida en un accidente automovilístico en Main Road en el Observatorio, Ciudad del Cabo. Ella y su familia estaban visitando amigos para tomar el té de la tarde y fueron a comprar pastel. Ella y su madre fueron atropelladas por un conductor que no las vio. Esto se debió a un gran camión que oscureció su visión de ellos y su vista de su automóvil. Su madre murió de inmediato. Denise Darvall sufrió una fractura de cráneo y heridas graves en la cabeza después de que el automóvil la arrojó al otro lado de la carretera; su cabeza golpeó la tapa de la rueda de su auto. Necesitaba soporte vital para mantenerse con vida, y estaba esencialmente en muerte cerebral cuando llegó al hospital. A las 9 pm. El día del accidente, el equipo de reanimación detuvo los intentos de revivirla.
Edward Darvall hizo los arreglos para que su hijo de catorce años, que había presenciado el accidente, fuera sacado del hospital. Edward, de 66 años, también recibió un sedante y esperó mientras los médicos intentaban salvar a su hija. Dos médicos, Coert Venter y Bertie Bosman, le informaron que no podían hacer nada más por Denise. Bosman explicó que había un hombre en el hospital al que podrían ayudar, y le preguntó a Edward si consideraría permitirles trasplantar el corazón de Denise.
Más tarde, Edward Darvall dijo que, después de pensar en su hija durante cuatro minutos, tomó su decisión y le dio permiso. El registro público muestra que Edward Darvall rechazó principalmente la publicidad. Se había sometido a una gran cirugía de estómago, pero su fortaleza de carácter y dignidad le valió muchos admiradores. Antes del funeral conjunto de su esposa e hija, solicitó que se enviaran donaciones a la unidad cardíaca Groote Schuur. Darvall estuvo presente en el juicio del conductor ebrio que fue condenado por asesinato. Darvall, desconsolado, hizo una declaración a través de un abogado, pidiéndole al magistrado que muestre la «mayor misericordia posible» al conductor. «La trágica muerte de su hija no tuvo sentido, sino que benefició a la humanidad», dijo.

## Declaración de defunción
Los cirujanos tenían un serio problema ético porque la muerte solo podía ser declarada por los estándares de todo el cuerpo. Los criterios de muerte cerebral de Harvard no se desarrollaron hasta 1968, ni se adoptaron en Sudáfrica o en otros lugares durante algunos años. El problema en este caso era que, aunque el cerebro de Denise estaba dañado, su corazón estaba sano. Varios informes a lo largo de los años atribuyeron razones contradictorias para que su corazón se detuviera. Durante cuarenta años, el hermano de Barnard, Marius, mantuvo un secreto: en lugar de esperar a que su corazón dejara de latir, a instancias de Marius, Christiaan había inyectado potasio en el corazón de Denise para paralizarlo. Esto la hizo técnicamente muerta según el estándar de todo el cuerpo.

## Donación de órganos
Después de que su padre dio su consentimiento, el corazón de Darvall fue donado a Louis Washkansky. Sus riñones fueron entregados a Jonathan van Wyk, de diez años. Debido al apartheid, la donación de riñón a Van Wyk fue controvertida porque era khoi, mientras que Denise era blanca. Washkansky vivió dieciocho días antes de sucumbir a la neumonía.